# Libera me

Libera me, en français « Délivrez-moi », est un répons chanté à l'Office des morts par l'Église catholique lors de l'absoute, un ensemble de prières dites face au cercueil entre la messe de Requiem et la sépulture. Le texte demande à Dieu de prendre en pitié le défunt au Jugement dernier.
En plus du chant grégorien dans le graduel, beaucoup de compositeurs ont écrit des pièces pour le texte, entre autres Tomás Luis de Victoria, Anton Bruckner (deux pièces), Giuseppe Verdi, Gabriel Fauré, Maurice Duruflé, Igor Stravinsky, Benjamin Britten, Sigismond von Neukomm, Roland de Lassus, Krzysztof Penderecki, Antonio Salieri, Lorenzo Perosi, Arnold Rosner and Patrick Gowers (la première strophe seulement). Le texte est traditionnellement chanté dans des chants populaires pyrénéens.

## Texte
| Libera me, Domine, de morte æterna, in die illa tremenda Quando cœli movendi sunt et terra : dum veneris iudicare sæculum per ignem. Tremens factus sum ego, et timeo, dum discussio venerit, atque ventura ira Quando cœli movendi sunt et terra. Dies illa, dies iræ, calamitatis et miseriæ, dies magna et amara valde Dum veneris judicare sæculum per ignem. Requiem æternam dona eis, Domine: et lux perpetua luceat eis. | Délivrez-moi, Seigneur, de la mort éternelle en ce jour redoutable, Quand les cieux et la terre seront ébranlés, lorsque vous viendrez juger le monde par le feu. Je suis tout tremblant et je crains, dans l'attente de l'examen et de la colère à venir. Quand les cieux et la terre seront ébranlés. Jour de colère que ce jour là, jour de calamité et de misère, jour très grand et très amer. Lorsque vous viendrez juger le monde par le feu. Donnez leur, Seigneur, le repos éternel, et que la lumière éternelle brille sur eux. |

Le répons est entonné par un chanteur qui chante le début des versets, avant que le choeur ne le suive sur la suite de ces derniers. Le texte est écrit à la première personne du singulier : "Délivrez-moi, Seigneur, de la mort éternelle en ce jour redoutable", dans une substitution dramatique où le chœur parle pour le défunt.
Dans le Temporal, le Libera me est aussi présent dans la récitation des trois nocturnes de matines pour les défunts.